# Hans Föllmer

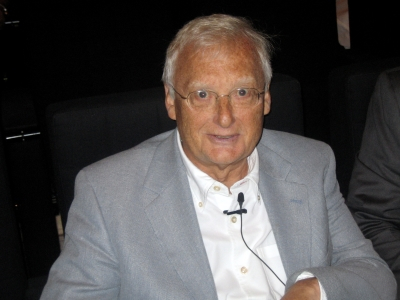
Hans Föllmer im Jahr 2006

Hans Föllmer (* 20. Mai 1941 in Heiligenstadt in Thüringen) ist ein deutscher Stochastiker und Finanzmathematiker.

## Leben und Wirken
Föllmer studierte anfangs Philosophie und Romanistik in Köln und dann Mathematik, Physik und Philosophie an der Universität Göttingen, in Paris und an der Universität Erlangen, wo er 1967 sein Diplom erhielt und 1968 bei Konrad Jacobs promoviert wurde (Feine Topologie am Martinrand eines Standardprozesses). Danach war er 1969 bis 1970 Instructor am MIT, 1970 bis 1972 Instructor am Dartmouth College, ab 1973 Professor für Mathematik an der Universität Frankfurt, 1974 bis 1977 Professor für Statistik an der Universität Bonn und 1977 bis 1988 Professor an der ETH Zürich. 1988 bis 1994 war er Professor für Angewandte Mathematik an der Universität Bonn und ab 1994 Professor für Mathematik (Stochastik, Stochastik der Finanzmärkte) an der Humboldt-Universität Berlin. Seit 2006 ist er dort Professor im Ruhestand und war Gastprofessor an der Universität Singapur. Seit 2008 ist er Andrew D. White Professor-at-Large an der Cornell University. Daneben war er Gastprofessor an zahlreichen Universitäten (u. a. Princeton, Stanford, Berkeley, Cambridge, Sankt Petersburg, Tokio, verschiedener Pariser Universitäten, Columbia University, Sao Paulo und Warschau).
2006 erhielt er die Georg-Cantor-Medaille der DMV. In der Laudatio wurde er als „führender deutscher Wahrscheinlichkeitstheoretiker seiner Generation“ bezeichnet, der die Entwicklung der Stochastik (insbesondere die stochastische Analysis und die Stochastik der Finanzmärkte) entscheidend beeinflusste.
Neben dem Cantor-Preis erhielt er 2002 den Gay-Lussac-Humboldt-Preis und 1973 den Emmy-Noether-Preis der Universität Erlangen. 1994 war er Invited Speaker auf dem Internationalen Mathematikerkongress in Zürich (Probabilistic methods in finance). 2000 hielt er einen Plenarvortrag auf dem 3. Europäischen Mathematikerkongress in Barcelona (Probabilistic Aspects of Finance).
Hans Föllmer ist Mitglied der Berlin-Brandenburgischen Akademie der Wissenschaften. Seit 1991 ist er Mitglied der Academia Europaea und seit 1996 der Leopoldina. 2007 wurde er Ehrendoktor der Universität Paris-Dauphine. 2006/07 und 2007/08 war er im Abel-Preis-Komitee.
Zu seinen Doktoranden gehören Martin Schweizer, Nina Gantert und Hans Rudolf Künsch (ETH Zürich).

## Publikationen (Auswahl)
- Calcul d'Ito sans probabilités. In: Séminaire de probabilités de Strasbourg. Band 15, 1981, S. 143–150 (numdam.org).

### Bücher
- Mit Alexander Schied: Stochastic Finance – an introduction in discrete time, de Gruyter (Studies in Mathematics 27), 2002, 2. Auflage 2004 (auch ins Russische übersetzt), ISBN 3-11-017119-8
- Mit Alexander Schied: Stochastic Finance – An Introduction in Discrete Time. 4. überarbeitete und erweiterte  Auflage. De Gruyter, Berlin / Boston 2016, ISBN 978-3-11-046344-6, doi:10.1515/9783110463453.